# Peter Fredriksson (idrottare)
Peter Fredriksson, född 19 september 1946 i Skellefteå, är en svensk före detta idrottsman (långdistanslöpare). Han tillhörde svenska landslaget åren kring 1970 och vann fem SM-guld individuellt eller i lag med Mälarhöjdens IK. 1975 nådde han åttonde plats på Boston Marathon med tiden 2.15. Efter den aktiva karriären har han arbetat som researrangör.

## Biografi
Fredriksson ville som ung blir skidåkare. Han närvarade som åskådare vid SM 1959 och den avslutande femmilen (avgjord i 15-gradig värme).
Det var som löpare på medel- och långdistans Peter Fredriksson kom att nå framgångar. Löparkarriären inleddes i Skellefteå AIK/IF, där han på SM 1966 blev bäste löpare från Västerbottens län på landsvägsloppet över 30 000 meter.
Peter Fredriksson tävlade annars oftast för Mälarhöjdens IK, på senare år för Kils AIK. Han vann SM-guld på 30 000 meter 1971. Dessutom deltog han i Mälarhöjdens segrande lag på 10 000 meter (lagtävling) både 1967 och 1968. I stafetten på 4x1 1500 segrade deltog han i vinnarlaget 1968 och 1970.
Tidigt i löparkarriären reste han – som en av de första svenska löparna – till USA (Peter Fredriksson hade släktingar i Sacramento), och vid sidan av löpningen kom han att studera vid San Diegos universitet. Han bodde han i fem års tid USA. Under den tiden nådde han bland annat en 3000-meterstid på 8.03, och senare sprang han 10 000 meter på 29 minuter samt 2.15 på maraton. Personbästa på maraton sattes 1975 på Boston Marathon, där han placerade sig på åttonde plats.
Efter den aktiva karriären arbetade Peter Fredriksson under många år som researrangör, i samband med olika löparevenemang.